# Rudolph Genée

Rudolph Genée

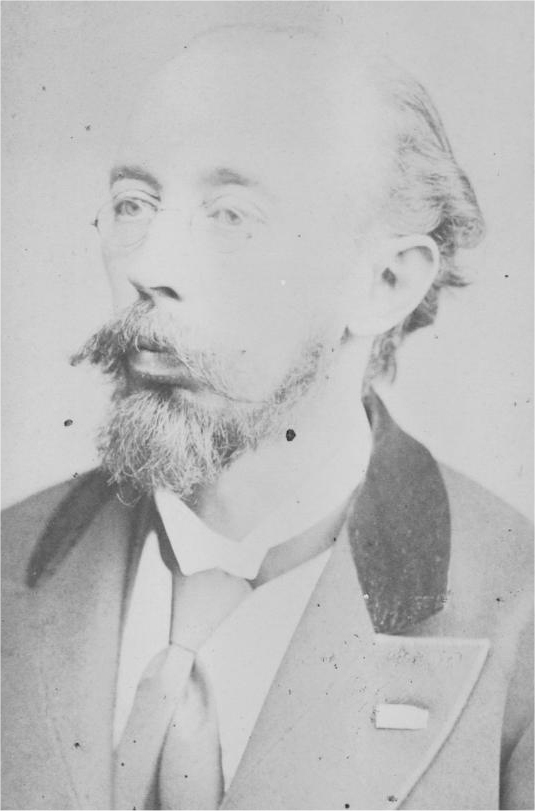
Rudolph Genée

Genées Memoiren Zeiten und Menschen (1897)

Rudolph Heinrich Genée (er selbst nannte sich Rudolph Genée, ab ca. 1910 fast ausschließlich öffentlich als Rudolf Genée bezeichnet, Pseudonym: P.P. Hamlet, * 12. Dezember 1824 in Berlin; † 19. Januar 1914 ebenda) war ein deutscher Schriftsteller, Theaterhistoriker und Rezitator.

## Leben
Der Sohn Friedrich Genées und jüngere Bruder Richard Genées verließ das Gymnasium zum Grauen Kloster in Berlin ohne Abschluss und wurde bei Friedrich Wilhelm Gubitz zum Xylographen ausgebildet. Anschließend wirkte er kurze Zeit als Bassist am Theater in Danzig, das sein Vater seit 1841 leitete. Unter dessen Nachfolger arbeitete er auch als Regisseur.
1859 wurde er Redakteur der Danziger Zeitung und wechselte 1861 nach Coburg zur Coburger Zeitung und wirkte als Herausgeber bis 1864.
Genée schrieb Theaterstücke, die im ganzen deutschsprachigen Raum zur Aufführung kamen, und bearbeitete auch fremde Stücke. Einige seiner literarischen Arbeiten verfasste er unter dem Pseudonym P. P. Hamlet. Berühmt waren seine Rezitationen von Shakespeare-Dramen und von Kleists Hermannsschlacht. Er hatte sich dazu eine eigene Methode erarbeitet, die Stücke zum Teil zu rezitieren und Zwischenteile durch referierende Darstellung dem Publikum nahezubringen. Zur „außerordentlichen Wirkung“ der Lästerschule in seiner eigenen Übersetzung und Bearbeitung habe, so berichtet er, allerdings zum großen Teil seine Technik des Vortrags beigetragen,

„[…] denn ich hatte hier zum ersten Male eine von mir beabsichtigte und vorbereitete Virtuosität in der Behandlung der Stimme angewendet, so daß ich in den Scenen der Lästerergesellschaft fünf bis sechs Personen im schnellsten Tempo, und jeden an der Sprechart erkennbar, durcheinander sprechen und sogar lachen ließ. Ich kam mir allerdings bei diesem Kunststück beinahe wie ein Jongleur vor, der fünf bis sechs Kugeln oder auch Teller und Messer in die Luft wirft und sie alle auffängt.“

Genée betrieb Forschungen zur deutschen Theatergeschichte, zu Hans Sachs und zum Elisabethanischen Theater. Er wurde 1874 im Alter von 50 Jahren in Jena mit der Dissertation Über Rhythmik der Sprache und Vortrag zum Dr. phil. promoviert. Zwanzig Jahre später, im April 1895, verlieh ihm das preußische Kultusministerium den Ehrentitel Professor.
Ab 1879 lebte Genée nach mehrjährigem Aufenthalt in Dresden wieder in seiner Geburtsstadt Berlin, reiste von dort als Shakespeare-Rezitator durch die Lande und bereitete durch seine rührige publizistische Wirksamkeit die Bühnenreform in München vor. 1894 gründeten er und Robert von Mendelssohn die Berliner Mozartgemeinde, die Genée bis zum Rücktritt aus Altersgründen im Jahr 1911 leitete. Sein Nachfolger, auch als Herausgeber der Mittheilungen für die Mozart-Gemeinde in Berlin, wurde Friedrich Rückward.
Rudolph Genée starb 1914 im Alter von 89 Jahren in Berlin und wurde auf dem Alten Zwölf-Apostel-Kirchhof in Berlin-Schöneberg beigesetzt. Das Grab ist nicht erhalten.
Rudolph Genées Geschwister waren Ottilie Genée und Richard Genée.

## Werke (Auswahl)

### Theaterstücke
- Faustin I. Kaiser von Haiti, oder Schminke und Blut, satyrische Posse mit Gesang in 3 Acten. Hofmann, Berlin 1850.
- Müller und Schultze oder: die Einquartierung. Komisch-satyrisches Genrebild mit Gesang in 1 Akt. Lassar, Berlin 1851. (Digitalisat)
- Kreuz und Schwert oder: Die Bürger von Danzig. Historisches Trauerspiel. Bertling, Danzig 1853.
- Das Wunder. Eine Komödie in vier Akten. Duncker, Berlin 1854. (Digitalisat)
- Das Vermächtniss, oder: Sein böser Dämon. Lustspiel in drei Akten. Gröning, Danzig 1856.
- Benjamin, der seinen Vater sucht. Vaudeville in einem Akt. 1856.
- Ein neuer Timon. Lustspiel in fünf Aufzgen. Kolbe, Berlin 1857. (Digitalisat)
- Diavoletta von Kreuzwettergrund. Lustspiel in 3 Akten, nach einem älteren Stoffe des Federici frei bearbeitet. Kolbe, Berlin 1858.
- Die Geburt des Dichters. Ein Festspiel zur hundertjährigen Geburtstagsfeier Friedrich Schiller's. Bertling, Danzig 1859. (Digitalisat)
- Schleicher und Genossen oder: Die Lästerschule. Lustspiel in 5 Aufzügen mit freier Benutzung des Stoffes von Sheridan's "school for scandal". Kühling, Berlin 1873. (Digitalisat)
- Durch! Lustspiel. Bloch, Berlin 1875.
- Stephy Gyrard. Charakterbild in 1 Akt (mit Benutzung e. Sealsfield'schen Romans). Roeder, Berlin 1878.
- Gesammelte Komödien. Guttentag, Berlin 1879. (Digitalisat)
- Gastrecht. Dramatisches Gedicht. Deubner, Berlin 1884.
- Die Klausnerin. Schauspiel in vier Akten. Deubner, Berlin 1885.
- Hans Sachs. Ein Festspiel zur Feier seines 400. Geburtstages. Entsch, Berlin 1894.
- Gräfin Katharina. Eine Begebenheit in 1 Aufzug. Reimer, Berlin 1908.

### Roman
- Marienburg. Historische Erzählung. Deubner, Berlin 1884.

### Sachbücher
- Frauenkranz. Weibliche Charakterbilder aus deutschen dramatischen Dichtungen. 1862 (Google Books).
- Stadt und Veste Coburg, nebst Umgegend. Für Fremde und Einheimische historisch und topographisch dargestellt. Mit einem Stadtplane Coburgs. Riemann, Coburg 1865 (Digitalisat).
- Geschichte der Shakespeare'schen Dramen in Deutschland. 1870 (Google Books).
- Shakespeare's Leben und Werke. 1872.
- Die englischen Mirakelspiele und Moralitäten als Vorläufer des englischen Dramas. 1878 (Google Books).
- Das deutsche Theater und die Reformfrage. 1878. (Digitalisat).
- Lehr- und Wanderjahre des deutschen Schauspiels. Vom Beginn der Reformation bis zur Mitte des 18. Jahrhunderts. Hofmann, Berlin 1882 (Digitalisat).
- Hundert Jahre des Königlichen Schauspiels in Berlin. Nach den Quellen geschildert. Hofmann, Berlin 1886 (Digitalisat).
- Hans Sachs: Leben und ausgewählte Dichtungen, Schwänke und Fastnachtspiele. 1888.
- Die Entwicklung des scenischen Theaters und die Bühnenreform in München. 1889.
- Die Bismarckiade fürs deutsche Volk. 1891 (Digitalisat).
- Hans Sachs und seine Zeit. Ein Lebens- und Kulturbild aus der Zeit der Reformation. 1894 (Digitalisat).
- Das Goethe-Geheimnis. Eine sensationelle Enthüllung von P. P. Hamlet. Hofmann, Berlin 1897 (Digitalisat).[6]
- August Wilhelm Schlegel|A. W. Schlegel und Shakespeare. Ein Beitrag zur Würdigung der Schlegelschen Übersetzungen. 1903 (Digitalisat).
- William Shakespeare in seinem Werden und Wesen. 1905 (Digitalisat).

### Autobiographisches
- Zeiten und Menschen. Erlebnisse und Meinungen, 1897.Digitalisat des Internet Archive
- Pro memoria. Für mich und Andere, 1913

## Nachweise
1. ↑  Pierre Genée: Richard Genée und die Wiener Operette. Erhard Löcker, Wien 2015, ISBN 978-3-85409-738-9. S. 15, 27.
2. ↑  Rudolph Genée: Zeiten und Menschen. Erlebnisse und Meinungen. Mittler, Berlin 1897, S. 277–278 archive.org.
3. ↑  Rudolf Genée: Zeiten und Menschen. Erlebnisse und Meinungen Mittler, Berlin 1897, S. 343 archive.org.
4. ↑  Neue Musikzeitung 32 (1911), S. 137 books.google.
5. ↑  Hans-Jürgen Mende: Lexikon Berliner Begräbnisstätten. Pharus-Plan, Berlin 2018, ISBN 978-3-86514-206-1, S. 751.
6. ↑  Neuedition unter dem Titel Wir aber sind objektiv. 1992, ISBN 3-928779-03-6.